# Hipparchia intermedia
Hipparchia intermedia är en fjärilsart som beskrevs av Rothschild 1917. Hipparchia intermedia ingår i släktet Hipparchia och familjen praktfjärilar. Inga underarter finns listade i Catalogue of Life.